# 擬毛軸莎草
擬毛軸莎草（学名：Cyperus procerus）为莎草科莎草屬下的一个种。

## 扩展阅读
- 維基物種上的相關：擬毛軸莎草